# Haliporoides
Haliporoides is een geslacht van kreeftachtigen uit de klasse van de Malacostraca (hogere kreeftachtigen).

## Soorten
- Haliporoides cristatus Kensley, Tranter & Griffin, 1987
- Haliporoides diomedeae (Faxon, 1893)